# ゼースハウプト
ゼースハウプト (ドイツ語: Seeshaupt) はドイツ連邦共和国バイエルン州オーバーバイエルン行政管区のヴァイルハイム＝ショーンガウ郡に属す町村（以下、本項では便宜上「町」と既述する）。この町はイッフェルドルフとともにゼースハウプト行政共同体を形成している。

## 地理

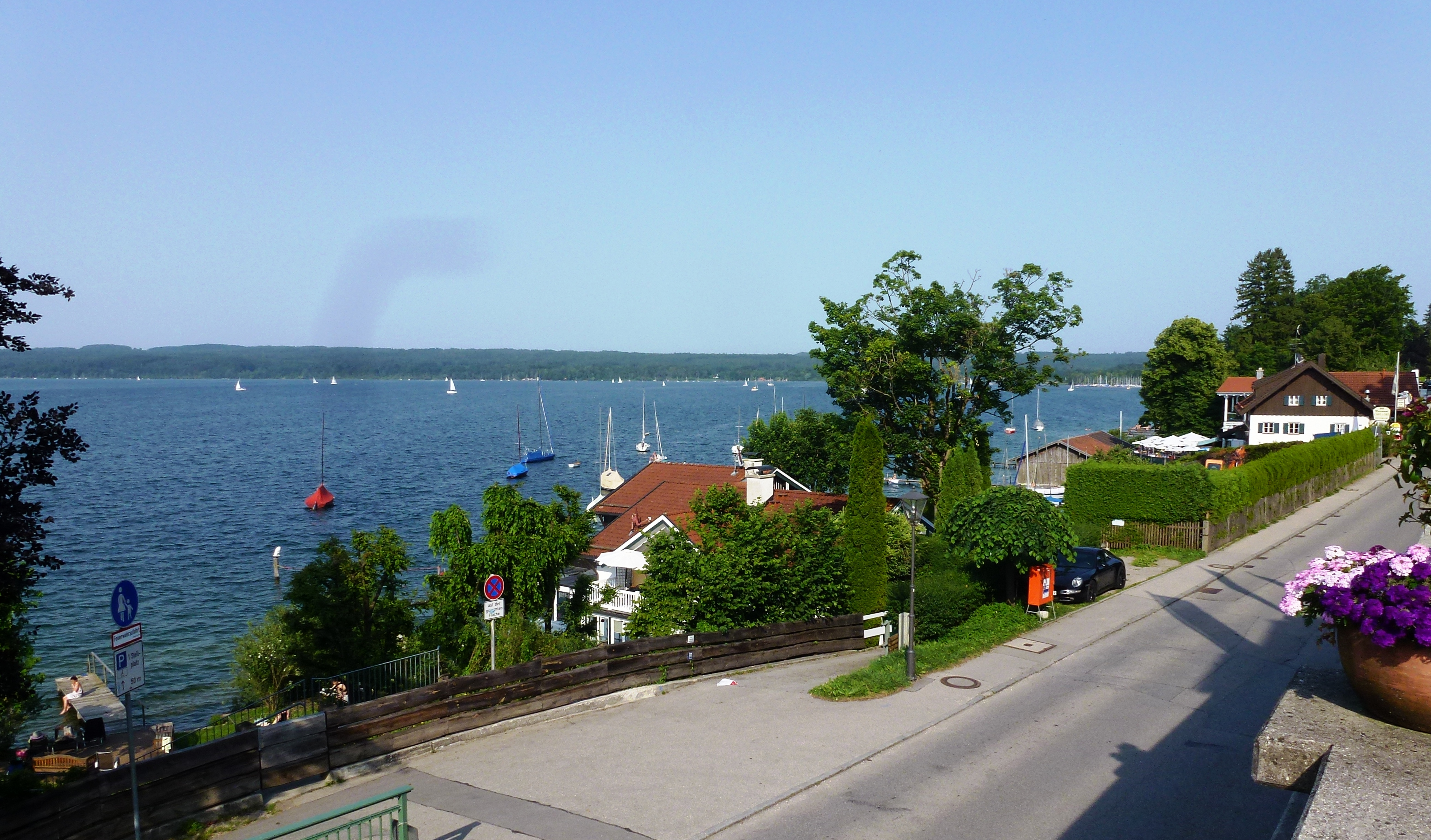
View to the Starnberger See

ゼースハウプトはオーバーラント地方、シュタルンベルク湖の南に位置する。
町内には、シュテヒ湖以下のオスター湖群やフレッヒェン湖がある。

### 自治体の構成
この町は、公式には 18の地区 (Ort) からなる。このうち小集落や孤立農場などを除く集落を以下に列記する。
- イェンハウゼン
- マグネッツリート
- ゼースハウプト

## 歴史

カール・シュピッツヴェク作『ゼースハウプトに到着』 （1880年）

ゼースハウプトは740年に初めて文献上に記録されたと自称している。1803年の世俗化までゼースハウプトの住民は周囲を取り囲む修道院、ポリンク修道院、ベルンリート修道院、ベネディクトボイエルン修道院、ボイエルベルク修道院、ハーバッハ修道院に依存していた。ゼースハウプトはバイエルン選帝侯領のミュンヘン会計局およびヴァイルハイム地方裁判所に属した。バイエルンの行政改革に伴う1818年の市町村令により現在の自治体が成立した。
第二次世界大戦末期の1945年4月30日にダッハウ強制収容所から3千人の収容者を疎開させるための鉄道がこの町で停車させられ、アメリカ軍によって解放された。移送中の収容者のうち92人が虐待を受けて亡くなりこの町に埋葬された。その50年後の1995年4月30日に鉄道沿いに祈念碑が建立された。毎年4月30日にはここで記念祭が開催される。
1978年の市町村再編によりそれまで独立した自治体であったマクネツリート＝イェンハウゼンが合併した。

### 人口推移
- 1970年 2,092人
- 1987年 2,545人
- 2000年 2,727人

## 行政

### 町長
フリードリヒ・エゴルト (CSU) は、2020年5月1日からこの町の町長を務めている。

### 町議会
この町の議会は14議席からなる。

## 文化と見所

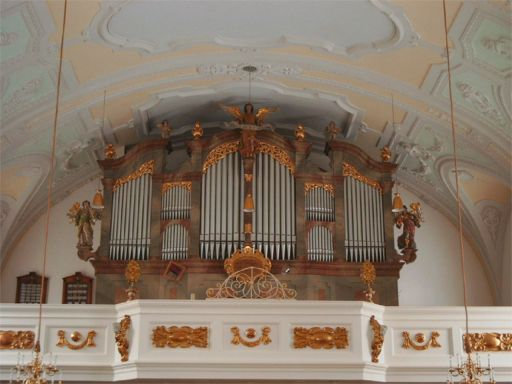
聖ミヒャエル教会のヴァイクレ・オルガン

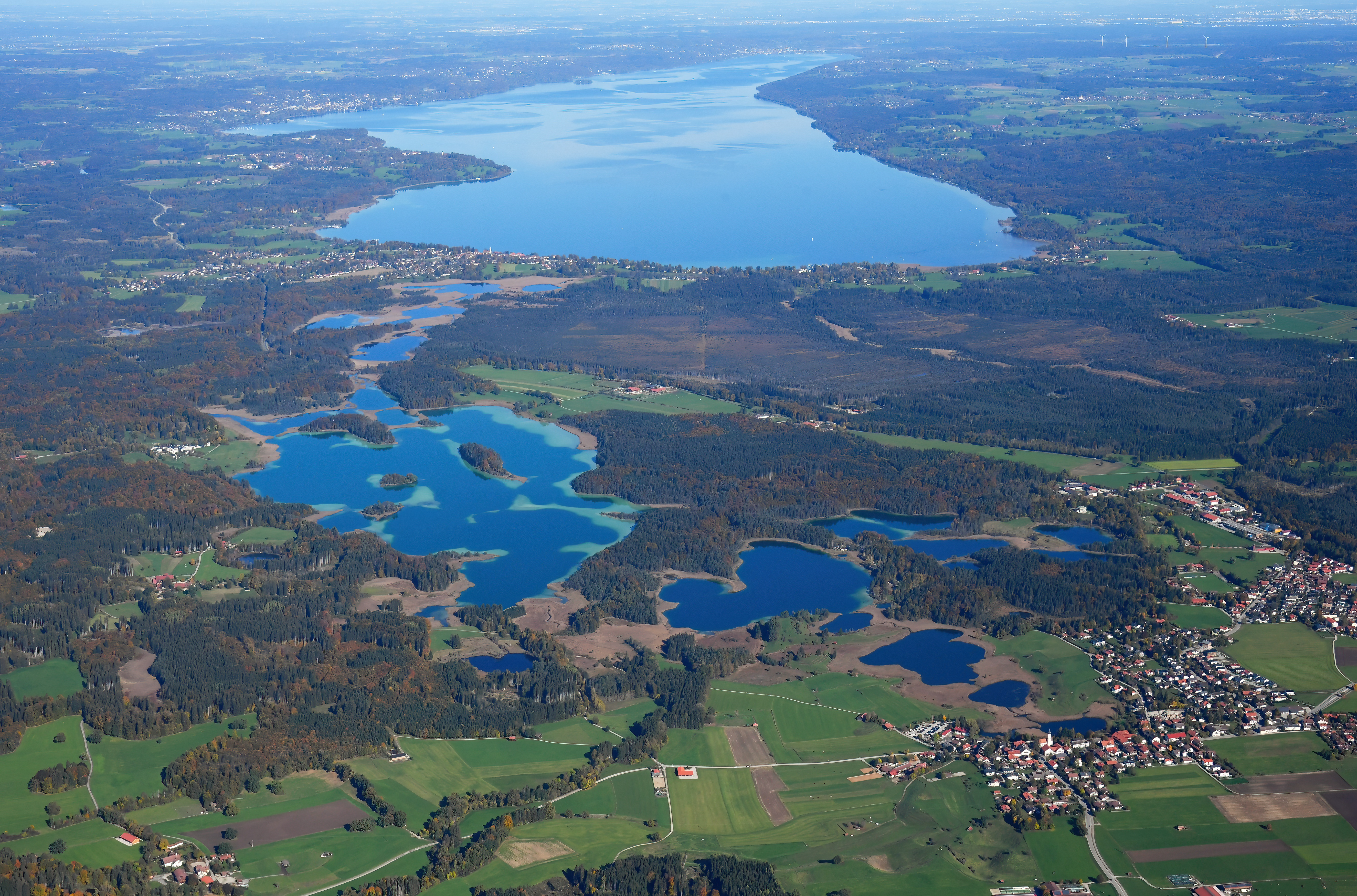
オスター湖群。画面上の大きな湖はシュタルンベルク湖。

- 聖ミヒャエル教区教会: ロマネスク様式のアンナ礼拝堂、1482年に建造された現在の祭壇室、1909年に拡張された。歴史的なヴァイクレ・オルガンがある。
- 蒸気船桟橋のゼーゲリヒツゾイレ（湖の歴史柱）

## 経済と社会資本

### 教育
- 国民学校 1校

## 引用
1. ↑  https://www.statistikdaten.bayern.de/genesis/online?operation=result&code=12411-003r&leerzeilen=false&language=de Genesis-Online-Datenbank des Bayerischen Landesamtes für Statistik Tabelle 12411-003r Fortschreibung des Bevölkerungsstandes: Gemeinden, Stichtag (Einwohnerzahlen auf Grundlage des Zensus 2011)
2. ↑  Bayerische Landesbibliothek Online